# OTOZ Animals
OTOZ Animals (Ogólnopolskie Towarzystwo Ochrony Zwierząt „Animals”) – stowarzyszenie o statusie pożytku publicznego z siedzibą w Bojanie k. Gdyni zajmujące się ochroną zwierząt w Polsce.

## Historia
OTOZ Animals zostało założone 3 października 2001 roku przez Ewę Gebert, Izabellę Szolginię i formalnie zarejestrowane w KRS 4 stycznia 2002.
Od 2002 roku jest członkiem Światowej Organizacji Ochrony Zwierząt WSPA. Natomiast status organizacji pożytku publicznego (OPP) uzyskało 8 marca 2005 roku.
W 2017 roku inspektorzy OTOZ Animals przeprowadzili 5049 interwencji ws. niehumanitarnego traktowania zwierząt, a 7959 zwierząt, w tym 4403 psów i 1662 kotów znalazło nowe domy.

## Działalność
Organami statutowymi stowarzyszenia jest Rada Krajowa i Komisja Rewizyjna.
Celami statutowymi stowarzyszenia są:
- Działanie na rzecz ekologii i humanitarnej ochrony zwierząt.
- Zapobieganie bezdomności zwierząt.
- Zapobieganie rażącemu zaniedbaniu lub okrutnemu traktowaniu zwierząt.
- Zapewnienie opieki bezdomnym zwierzętom.
- Kształtowanie właściwych postaw społecznych wobec świata zwierząt, w tym wobec zwierząt domowych, gospodarskich, wolno żyjących.
- Powoływanie inspektorów ds. ochrony zwierząt.
- Promocja i organizacja wolontariatu.

OTOZ działa przede wszystkim poprzez swoich inspektorów ds. ochrony zwierząt, którzy przeprowadzają interwencje w przypadkach zaniedbania lub znęcania się nad zwierzętami. Interwencje prowadzą do polepszenia się traktowania zwierzęcia lub odebrania go właścicielowi, a także do ukarania sprawcy przestępstwa. 
OTOZ realizuje swoje działania statutowe także poprzez współpracę z jednostkami samorządu terytorialnego w zakresie tworzenia i utrzymywania schronisk dla bezdomnych zwierząt, a także prowadzenie schronisk.
Stowarzyszenie prowadzi 9 schronisk w Gdyni, Dąbrówce, Tczewie, Starogardzie Gdańskim, Elblągu, Sompolnie, Zielonej Górze, Kościerzynie i Bojanie. W Bojanie prowadzi również przytulisko dla zwierząt gospodarskich „Rogate Ranczo”.
Stowarzyszenie przyczyniło się do nowelizacji ustawy o ochronie zwierząt, która zaostrzyła kary za znęcanie się nad zwierzętami.

## Inspektoraty
Stowarzyszenie obejmuje zasięgiem swojej działalności teren całego kraju dzięki inspektoratom znajdującym się w większych  miastach. 

### Województwo kujawsko-pomorskie
Na terenie województwa kujawsko-pomorskiego działają inspektorat w Bydgoszczy. 
Województwo lubuskie
Na terenie województwa lubuskiego działa inspektorat w Gorzowie Wielkopolskim.

### Województwo łódzkie
Na terenie województwa łódzkiego działa inspektorat w Łodzi.

### Województwo małopolskie
Województwo małopolskie objęte jest działaniem inspektoratów w  Oświęcimiu, Suchej Beskidzkiej i Tarnowie.

### Województwo mazowieckie
Inspektoraty działające na terenie województwa mazowieckiego znajdują się w Warszawie i Płocku. Warszawski inspektorat jest jednym z największych inspektoratów OTOZu. Z racji działalności w stolicy organizuje liczne manifesty na rzecz zwierząt, między innymi manifestacja z 31 stycznia 2013 roku przeciwko legalizacji uboju rytualnego w Polsce.

### Województwo opolskie
W województwie opolskim działała inspektorat w Kędzierzynie-Koźlu.

### Województwo podkarpackie
W województwie podkarpackim działa inspektorat w Krośnie. 

### Województwo pomorskie
W województwie pomorskim inspektoraty znajdują się w Tczewie, Słupsku, Kwidzynie, Starogardzie Gdańskim i Trójmieście.

### Województwo śląskie
Na terenie województwa śląskiego działają inspektoraty w Lublińcu, Gliwicach, Raciborzu, Bielsko- Białej, oraz w Żywcu z siedzibą w Rajczy.

### Województwo warmińsko-mazurskie
W województwie warmińsko-mazurskim inspektorzy OTOZu działają w Olsztynie, Elblągu i Barczewie.
Województwo wielkopolskie
W województwie wielkopolskim działa inspektorat w Rogoźnie.  

### Województwo zachodniopomorskie
W województwie zachodniopomorskim działają inspektoraty w  Ściechówku, Barlinku oraz w Szczecinie .